# راسيل بيري
راسيل بيري هو سياسي كندي، ولد في 1 يونيو 1915، وتوفي في 1981.